# 雅庫布·斯沃維克
雅庫布·斯沃維克（波蘭語：Jakub Słowik，1991年8月31日—），波蘭職業足球員，司職守門員，現效力日職球隊FC東京。

## 俱樂部生涯
效力波蘭足球甲級聯賽球隊弗羅茨瓦夫的波蘭門將雅庫布·斯沃維克前往日本加盟仙台維加泰。
2021年1月6日，仙台維加泰官方宣佈，球隊與波蘭門將斯沃維克續約一年，他原本的合同將在本月底到期。

## 國家隊生涯
斯沃維克在2013年2月2日4-1戰勝羅馬尼亞的友誼賽中為波蘭國家隊上演了首秀。

## 外部連結
- 维基共享资源上的相關多媒體資源：雅庫布·斯沃維克
- 90minut.pl网站上雅庫布·斯沃維克的资料（波兰語）
- Jakub Słowik at igol.pl
- Soccerway資料庫：雅庫布·斯沃維克

]